# Gooderstone
 (juillet 2023).
Gooderstone est une paroisse civile et un village du Norfolk, en Angleterre.